# Schoenomyzina triangularis
Schoenomyzina triangularis är en tvåvingeart som beskrevs av Malloch 1934. Schoenomyzina triangularis ingår i släktet Schoenomyzina och familjen husflugor. Inga underarter finns listade i Catalogue of Life.